# In saecula saeculorum

In saecula saeculorum este o expresie în limba latină care exprimă ideea eternității și este literalmente tradusă ca „în vecii vecilor”. Expresia apare în traducerea în latină a Noului Testament din Biblia vulgata, expresia originală fiind din greaca koine „εἰς τοὺς αἰῶνας τῶν αἰώνων” (eis toùs aionas ton aiṓnōn), găsită spre exemplu în Filipeni 4:20. Expresia exprimă durata veșnică a atributelor lui Dumnezeu. Alte variante ale expresiei se găsesc, de exemplu în Efeseni 3:21, drept εἰς πάσας τὰς γενεὰς τοῦ αἰῶνος τῶν αἰώνων, ἀμήν, aici referindu-se la slava lui Dumnezeu Tatăl; aceasta poate fi tradusă ca „din toate generațiile în vecii vecilor, amin”.
Traducerea lui aiōnes poate fi temporală, caz în care ar corespunde în limba română cuvântului „veac”. Apoi, poate fi spațială, trebuind să se traducă în termeni spațiali, descriind cosmosul astfel încât să includă atât lumea cerească, cât și cea pământească.
Sintagma apare de douăsprezece ori doar în Cartea Apocalipsei și de alte șapte ori în epistole, dar nu și în evanghelii:
- Galateni 1:5: „... δόξα εἰς τοὺς αἰῶνας τῶν αἰώνων, ἀμήν.”
- Filipeni 4:20: „...δόξα εἰς τοὺς αἰῶνας τῶν αἰώνων, ἀμήν.”
- 1 Timotei 1:17: „...δόξα εἰς τοὺς αἰῶνας τῶν αἰώνων, ἀμήν.”
- 2 Timotei 4:18: „...δόξα εἰς τοὺς αἰῶνας τῶν αἰώνων, ἀμήν.”
- Evrei 13:21: „...δόξα εἰς τοὺς αἰῶνας [τῶν αἰώνων], ἀμήν.”
- 1 Petru 4:11: „...δόξα καὶ τὸ κράτος εἰς τοὺς αἰῶνας τῶν αἰώνων, ἀμήν.”
- Apocalipsa 1:6: „...δόξα καὶ τὸ κράτος εἰς τοὺς αἰῶνας [τῶν αἰώνων] · ἀμήν.”
- Apocalipsa 5:13: „...δόξα καὶ τὸ κράτος εἰς τοὺς αἰῶνας τῶν αἰώνων.”
- Apocalipsa 7:12, 10:6, 11:5, 15:7, 19:3, 20:10, 22:5: „... εἰς τοὺς αἰῶνας τῶν αἰώνων”

Formula are un loc proeminent în liturghia creștină atât în tradiția latină, cât și în cea bizantină, în Liturghia Orelor și în Euharistie: doxologiile trinitariene care se încheie cu formula finală a psalmilor (Gloria Patri), multe rugăciuni rostite de preot și imnuri precum Tantum Ergo al lui Toma de Aquino sau Veni Creator Spiritus. Când este urmat de un Amen, ultimele două cuvinte (saeculorum, Amen) pot fi prescurtate Euouae în notația muzicală medievală. Tradițiile liturgice vernaculare nu traduc adesea în mod literal formula greacă și latină: traducerea în limba engleză a rugăciunilor creștine realizată în 1541 sub patronajul regelui Henric al VIII-lea și Cartea de rugăciuni apărută ulterior o înlocuiesc cu „lumea fără sfârșit”; traducerea luterană germană „von Ewigkeit zu Ewigkeit”, „din veșnicie în veșnicie”, este inspirată probabil de unele formule din Vechiul Testament, precum cele din Psalmi 90:2, Ieremia 25:5 și Neemia 9:5. 
În misa catolică se utilizează predominant varianta per omnia saecula saeculorum, care se traduce literalmente ca „prin toți vecii vecilor”. Ea este pronunțată de preot în timpul sacramentului Euharistiei.
Expresia ebraică לעולם ועד לעולם ועד (literalmente „din eternitate în veșnicie” sau „în eternitate și dincolo”), care apare în versete precum Geneza 49:2 și Deuteronom 6:4, a fost redat în limba greacă LXX ca εἰς τὸν αἰῶνα καὶ ἐπέκεινα, iar în latină fiind in aeternum et ultra „în eternitate și dincolo”. În aramaică, totuși, aceeași expresie a fost redată ca לְעָלְמֵי עָלְמַיָּ (lalmey almaya, literalmente „din eternitate în eternitate”), de exemplu în kadiș, o importantă rugăciune în liturghia evreiască.